# KanalB

Logo von kanalB

kanalB ist ein politisches Videokollektiv, das dem Bereich des Videoaktivismus zuzurechnen ist. Es werden Videos in unterschiedlichen Sprachen produziert, vertrieben und online zur Verfügung gestellt. Grundsatz ist es, jene Seite der Ereignisse zu zeigen, die von den Mainstream-Massenmedien nicht abgedeckt wird. Die meisten Videoclips werden unter einer freien Creative-Commons-Lizenz veröffentlicht.

## Hintergrund
kanalB ist ein aktivistisches Medienprojekt. Seit dem Jahr 2000 betreibt kanalB einen Internetsender und produziert politische Dokumentarfilme. Voraussetzung für diese Arbeit ist das Internet und die Tatsache, dass es erschwingliche Videotechnik, bezahlbaren Traffic und billige Serverplätze gibt.
Inhaltliche Schwerpunkte auf kanalB sind das Sichtbarmachen von sozialen Kämpfen und Bewegungen, die politische Analyse und Kritik sowie die Vorstellung von alternativen Lebens- und Gesellschaftsentwürfen. Die Wirtschafts- und Gesellschaftsordnung wird als „zutiefst gewalttätig“ begriffen, dem kanalB etwas entgegensetzen und nach gesellschaftlichen Alternativen suchen will.